# Naiguatá
Naiguatá – miasto na północy Wenezueli w stanie Vargas, położone nad Morzem Karaibskim.

## Opis
Obecnie miejscowość jest znanym nadmorskim ośrodkiem wypoczynkowym. Znajduje się tu wiele kurortów, ośrodków wypoczynkowych i hoteli.

## Demografia
Miasto według spisu powszechnego 21 października 2001 roku liczyło 9 827, 30 października 2011 ludność Naiguatá wynosiła 13 810.